# تيا باكو علم
تيا باكو علم (بالإندونيسية: Teja Paku Alam)‏ هو لاعب كرة قدم إندونيسي في مركز حراسة المرمى، ولد في 14 سبتمبر 1994 في إندونيسيا. لعب مع نادي سريويجايا.

## وصلات خارجية
- تيا باكو علم على موقع قاعدة بيانات كرة القدم.إي يو (الإنجليزية)
- تيا باكو علم على موقع Soccerway.com (الإنجليزية)